# Илиши
Илиши (лат. Ilisha) — род лучепёрых рыб отряда сельдеобразных. Эти морские стайные пелагические рыбы обитают в тропических водах и субтропических водах по всему миру. Заплывают в эстуарии рек и солоноватые воды. Есть несколько пресноводных видов. У одних видов тело удлинённое, у других довольно высокое, покрыто циклоидной чешуёй, голова голая. Имеется брюшной киль. Глаза крупные. Верхняя челюсть достигает воображаемой вертикали, проведённой через центр глаза. Челюсти покрыты крошечными зубами. В центре верхней челюсти имеется разрыв. Жаберные тычинки толстые и короткие, на нижней жаберной дуге их количество колеблется от 17 до 28. Единственный спинной плавник расположен до или посади середины туловища. Брюшные плавники небольшие, образованы 6—7 лучами, расположены слегка перед спинным плавником. Анальный плавник удлинённый, образован 34—53 лучами, его основание лежит позади основания спинного плавника. Максимальная длина около 70 см. Питаются планктоном. Являются объектом коммерческого промысла.

## Классификация
В настоящее время в состав рода включают 16 видов:
- Ilisha africana (Bloch, 1795) — Африканская илиша
- Ilisha amazonica (A. Miranda-Ribeiro, 1920) — Амазонская илиша
- Ilisha compressa Randall, 1994
- Ilisha elongata (Walbaum, 1792) — Сельдь-илиша, или восточная илиша
- Ilisha filigera (Valenciennes, 1847)
- Ilisha fuerthii (Steindachner, 1875) — Панамская илиша
- Ilisha kampeni (M. C. W. Weber & de Beaufort, 1913) — Илиша Кампени
- Ilisha lunula Kailola, 1986
- Ilisha macrogaster Bleeker, 1866 — Большебрюхая илиша, или калимантанская илиша
- Ilisha megaloptera (Swainson, 1839)
- Ilisha melastoma (Bloch & J. G. Schneider, 1801) — Темноротая илиша, или индийская илиша
- Ilisha novacula (Valenciennes, 1847) — Бирманская илиша
- Ilisha obfuscata Wongratana, 1983
- Ilisha pristigastroides (Bleeker, 1852)
- Ilisha sirishai Seshagiri Rao, 1975 — Аравийская илиша
- Ilisha striatula Wongratana, 1983 — Полосатая илиша